# 江浪
江浪，本名鄭義男，台湾電影導演、編劇，電視製作人、戲劇指導、演員。

## 生平
出生戲劇世家，父親鄭政雄（鄭東山）為新劇、台語片導演，母親為演員金燕，胞妹鄭小芬也是演員。高雄中學畢業後因病沒有繼續升學，遂加入父親的台語片編導工作，18歲即展開導演生涯，出道作為《流轉》。
台語片沒落後進入電視圈，陸續在華視、台視任職，擔任華視節目部專任製作人、前瞻小組召集人、節目部講師及戲劇指導，製作閩南語連續劇包括1971年華視開台閩南語連續劇《燕雙飛》、《兄弟英豪》，到了1972年的《男子漢》、《青春鼓王》（台視），他更以江浪為藝名擔綱主演，叛逆俠義的氣質擄獲眾多粉絲，一時公眾影響力之大，甚至曾因江浪頭髮長度過長恐成為社會不良示範，而遭警方罰款及拘留。《青春鼓王》主題曲〈一顆流星〉亦隨節目的影響力而大紅大紫，由麗歌唱片發行《青春鼓王》全部插曲唱片。
江浪離開電視公司後重回電影業為獨立製片商執導國語片，多為小成本製作。作品包括《恐怖的情人》、《電梯》等。1991年執導的《失聲畫眉》，因寫實呈現外台歌仔戲班生態，片中並描寫女同性戀情慾場面而引發社會熱議，可謂是台灣現存最早的女同志電影。《失聲畫眉》亦曾代表台灣參與該年各大國際影展。包括:1992年法國坎城影展市場展、倫敦影展、西班牙聖賽巴斯提安電影節、1993南非開普敦電影展、舊金山同性戀電影展、波士頓電影展、1994中華民國83電影年優良電影獎座。
江浪亦曾執導武俠巨製《聖旨》，故事極具野心。惜因故未能殺青，拍攝素材也下落不明，成為業界的一段傳說。
江浪的電影作品多為自編自導，僅在生涯早期曾為父親鄭政雄撰寫劇本，可謂台灣影壇較早堅持電影作者理念的創作者。他的作品多關切存在的基本需求與自我實現困境，可惜其電影作品多為獨立製片出資製作，今日少有留存。

## 電影作品

### 導演
- 1963年：《流轉》
- 1963年：《女人同情女人》
- 1965年：《難忘鳳凰橋續集》
- 1965年：《恐怖的情人》
- 1965年：《愛情二重奏》（《風雨破春夢》）
- 1966年：《路邊草》
- 1966年：《挑戰地獄島》
- 1966年：《七歲逃犯》
- 1966年：《地獄遊俠》（編劇：許俊逸）
- 1967年：《媽媽萬歲》（執行導演）
- 1971年：《鬼見愁決鬥獨臂刀王》
- 1972年：《龍虎豹》（執行導演）
- 1981年：《恐怖的情人》（國語片，台語片《恐怖的情人》改編）
- 1981年：《白痴之愛》
- 1983年：《電梯》
- 1986年：《北投最後一班列車》
- 1991年：《失聲畫眉》
- 2000年：《大地之女》

### 編劇
- 1958年：《假車伕》
- 1963年：《男兒本色》

## 電視作品

### 導演
- 1972年：《青春鼓王》（台視）自導自演，破收視記錄
- 1999年：《美麗人生》獲三項金鐘獎

### 演員
- 1972年：《男子漢》（華視）飾演：陳清郎

### 戲劇指導
- 1971年：《燕雙飛》（華視）
- 1972年：《兄弟英豪》（華視）
- 1972年：《男子漢》（華視）

## 照片檔案
江浪粉絲頁

## 外部連結
- 開放博物館-鄭義男[]
- 香港影庫(HKMDB)-鄭義男 （页面存档备份，存于）
- 香港影庫(HKMDB)-江浪 （页面存档备份，存于）